# Synandrodaphne paradoxa
Synandrodaphne paradoxa är en tibastväxtart som beskrevs av Ernest Friedrich Gilg. Synandrodaphne paradoxa ingår i släktet Synandrodaphne och familjen tibastväxter. Inga underarter finns listade i Catalogue of Life.